# زانبرووو (شهرستان شویدوین)
زانبرووو (به لهستانی:  Ząbrowo) یک روستا در لهستان است که در گمینا شویدوین واقع شده‌است.